# Tři věže vápenných pecí
Torza Tří věží vápenných pecí číslo III., IV. a V., které stojí na katastrálním území Kročehlavy a Kladno, v jižním okraji Vojtěššké hutě a v těsné blízkosti vnitropodnikového nádraží Kladensko-nučické dráhy, byly v roce 2008 Ministerstvem kultury České republiky prohlášeny kulturními památkami České republiky.

## Historie
Ve vysokých pecích Vojtěšské huti se používala k výrobě surového železa nučická železná ruda, která vyžadovala velké množství vápence (CaCO3) ve vsázce. Disociace vápence na oxid vápenatý (CaO) a oxid uhličitý (CO2) je silně endotermická reakce, při které na jednu tunu vápence je potřeba přibližně 500 kg koksu. Při tavbě ve vysoké peci vzniklý oxid vápenatý sloužil k vázání kyselých nebo amfoterních oxidů jako SiO2, Al2O3 a dalších oxidů do strusky a dále vázal síru a další příměsi. Uvolněný oxid uhličitý z rozkladu vápence negativně ovlivňoval kvalitu vysokopecního plynu (zřeďoval jej a snižoval jeho redukční schopnost).
Snížení spotřeby koksu ve vysoké peci tím, že do průsady bude dodáno určité množství vypáleného vápence v šachtové peci levným vysokopecním plynem, navrhl profesor Jindřich Šárek. Po úspěšném ověření výpalu v malé šachtové peci a úspěšných provozních zkouškách s částečným prosazováním vypáleného vápence do vysoké pece, bylo v letech 1927–1929 přistoupeno k výstavbě čtyřech velkých šachtových pecí k pálení vápence. S postupným rozšiřováním výroby surového železa byla přistavěna ještě jedna šachtová pec v roce 1940. Projekt pro Pražskou železářskou společnost vypracovala firma Oberschleisische-Industrie-Bau A.G., Gleiwitz a stavbu provedla pražská firma Pittel & Brausewetter. Se zastavením výroby surového železa v Kladně v roce 1975 byla zastavena i výroba páleného vápence. Vápenné pece I. a II byly zbořeny zbývající tři byly postupem doby (do roku 1997) zbaveny technologického zařízení, mostků a ochozů. V roce 2008 byly prohlášeny kulturní památkou České republiky.

## Popis
Pece měly dvě části: násypku (násypné komory) a vlastní vypalovací pec.

Násypky byly umístěny níže pod terénní vlnou. Jejich železobetonové nálevkovité komory byly v koruně 12 m dlouhé a široké 10,6 m, každá s objemem 284 m³. Přes zásobníky vedly koleje, takže vápenec byl z vagónů sypán přímo do nich.

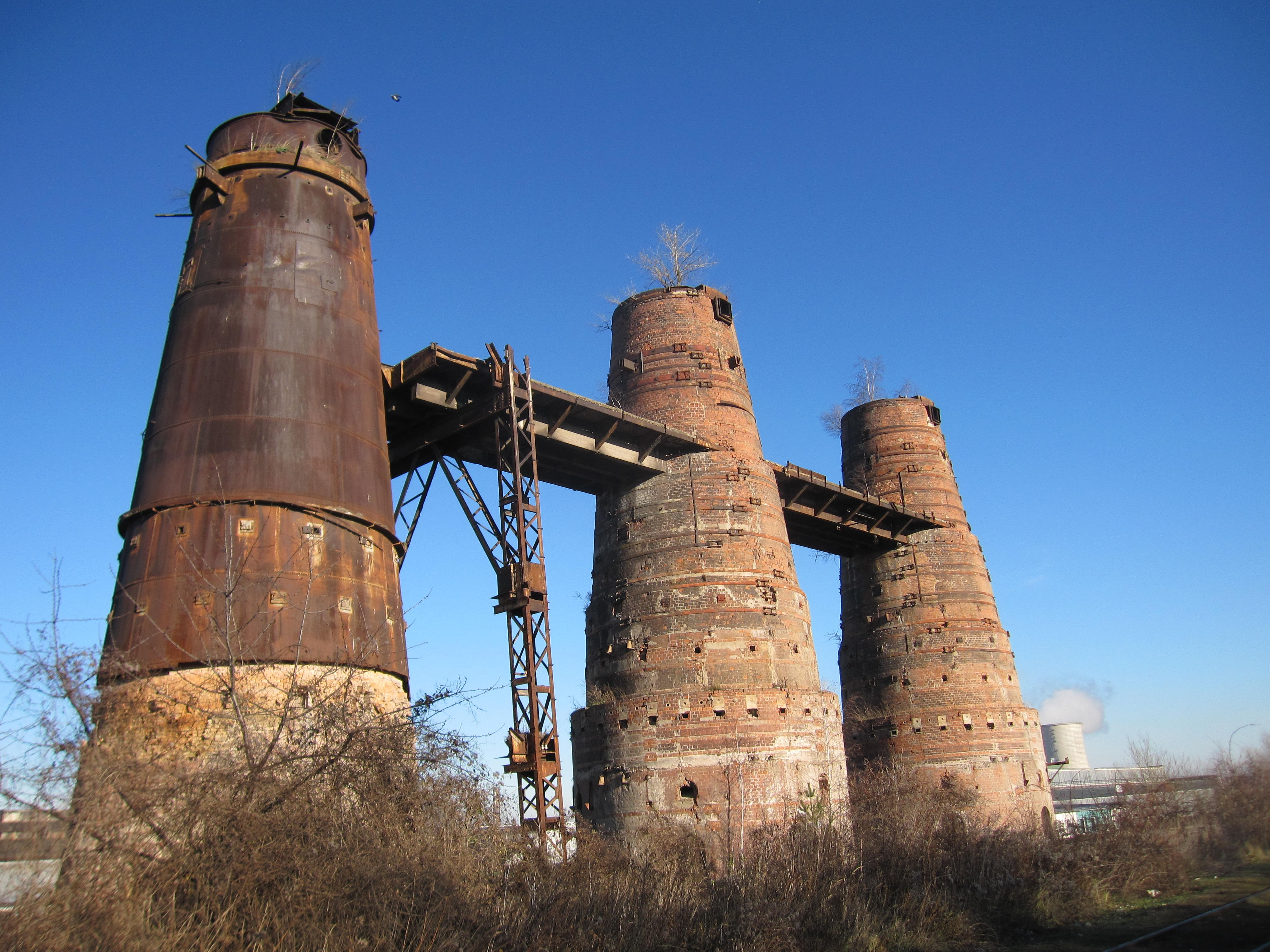
Vápenné pece – Vojtěšská huť Koněv – na Kladně

Vápenné pece jsou založeny na společné železobetonové základně. Válcová monolitická železobetonová podstava každé pece o výšce 8,63 m je tvořena šesti podpěrami, spojených v horní části prstencem. Na podstavu nasedá válcová část a na ni čtyři válcové komolé kužele postupně se zmenšující. Celková výška pece je 31,430 m, vnitřní šacha má průměr 6 m, objem pece byl 264 m³. Vnitřek pece byl vyzděn šamotovými cihlami a vnější část pálenými červenými cihlami zvonivkami. Vnější zdivo je na několika místech staženo ocelovými pásy. Vysokopecní plyn byl přiváděn do okružního plynového kanálu pece ve výšce 13 m a byl rozveden průduchy do prostoru pálení vápna. Vzduch byl přiváděn otvory na vnějším obvodu pece nad plynovými průduchy. Každá pec měla svůj výtah umístěný mezi násypkou a pecí. Násypným žlabem byl naplněn koš, který byl vytažen ke kychtě, kde se vyklopil. Celý proces naplnění, vytažení a vysypání probíhal samočinně.